# Evighetens dårar III
Evighetens dårar III är den tredje EP/demo i Torture Divisions andra demotrilogi, utgiven 2010 och sammanlagt den sjätte EP:n bandet släppt.
Låtarna är inspelad sommaren 2010 i Soundlab Studios och Big Balls Productions, och mixade av Dan Swanö. Liksom all musik av Torture Division släpptes EP:n för gratis nedladdning på bandets hemsida, där även omslaget kan laddas ned. All text och musik av Torture Division och omslaget är designat av Guger.

## Låtlista
1. The Axe Murderer - 00:09
2. Under Fire Command - 02:30
3. Ravishing Rampage Sluts - 02:36
4. Evighetens Dårar - 03:13

## Medlemmar
- Lord K. Philipson (gitarr)
- Jörgen Sandström (sång)
- Tobias Gustafsson (trummor)

### Övrig medverkan
- Pär Hulkoff (Raubtier), gästsång på titelspåret Evighetens Dårar
- Dan Swanö, mixning
- Guger, omslagsdesign.